# Wilhelm Hamkens (Regierungspräsident)
Carl Wilhelm Hugo Hamkens (* 24. Februar 1883 im Herrenhaus Hoyerswort auf Eiderstedt; † 4. Oktober 1962 in Husum) war ein deutscher Rechtsanwalt und nationalsozialistischer Politiker.

## Leben
Wilhelm Hamkens entstammte einer Eiderstedter Hofbesitzerfamilie und besuchte das Gymnasium in Husum. Nach dem Abitur studierte er ab 1904 Rechtswissenschaften an der Universität Freiburg im Breisgau und wurde dort Mitglied des Corps Rhenania Freiburg. Er studierte weiter in Berlin und Kiel und absolvierte nach dem Staatsexamen seine Referendarzeit in den preußischen Provinzen Posen, Schlesien und Schleswig-Holstein. Im Ersten Weltkrieg wurde er zuletzt als Hauptmann der Reserve mehrfach ausgezeichnet. Hamkens unterhielt nach dem Krieg eine Rechtsanwaltskanzlei in Hohenwestedt, trat zum 1. September 1929 in die NSDAP ein (Mitgliedsnummer 148.476) und wurde bald darauf Kreisleiter, später Gaujägermeister, Landrat im ehemaligen Kreis Rendsburg und schließlich am 1. August 1938 Regierungspräsident in Schleswig. Und somit zum führenden Mitverantwortlichen für die Judenverfolgung in Schleswig-Holstein (1933–1945).
Sein Bruder Otto Hamkens war Kreisleiter auf Eiderstedt und ebendort Landrat. 1943 wurde Wilhelm Hamkens von dem Oberpräsidenten von Schleswig-Holstein Hinrich Lohse aufgrund von persönlichen Differenzen zwischen den beiden in seiner Amtsausübung so beschnitten, dass Hamkens seinen Abschied als Regierungspräsident erbat. Nach dem Krieg wurde ihm die Pension eines Regierungspräsidenten nicht gewährt, wohl aber die eines schleswig-holsteinischen Landrates in voller Höhe.
Hamkens war 20 Jahre lang mit dem deutschen Arzt jüdischer Herkunft Ernst Bamberger aus Rendsburg befreundet, der sich am 6. Dezember 1941 wegen der bevorstehenden Deportation das Leben nahm.